# Người Mỹ gốc Rusyn
Người Mỹ gốc Rusyn (tiếng Anh: Rusyn Americans) là công dân của Hợp chúng quốc Hoa Kỳ, có tổ tiên là người Rusyn, sinh ra ở Karpat Ruthenia, hoặc các khu vực lân cận của Trung Âu. Tuy nhiên, một số người Rusyn gốc Nga, như một số người Canada gốc Rusyn, hoặc thay vào đó xác định là người Mỹ gốc Slovakia, người Mỹ gốc Nga hoặc người Mỹ gốc Ukraina.
Kể từ cuộc cách mạng năm 1989, đã có một sự hồi sinh trong chủ nghĩa dân tộc của người Nga và sự tự nhận thức ở cả Karpat Ruthenia và trong số những người di cư của người Nga ở các khu vực khác của châu Âu và Bắc Mỹ.

## Lịch sử
Người Rusyn bắt đầu di cư sang Hoa Kỳ vào cuối những năm 1870 và những năm 1880. Khi đến Bắc Mỹ, đại đa số người Rusyn đã xác định được nhà nước lớn hơn mà họ đã rời đi. Do đó, không thể biết con số chính xác của họ. Người ta ước tính rằng từ những năm 1880 đến 1914, khoảng 225.000 người nhập cư Carpatho-Rusyn đã đến vùng đông bắc Hoa Kỳ. Dựa trên số liệu thống kê nhập cư và hồ sơ thành viên trong các tổ chức tôn giáo và thế tục, có lý khi cho rằng có khoảng 620.000 người Mỹ có ít nhất một tổ tiên của nền tảng Rusyn.
Vào thời điểm của làn sóng nhập cư đầu tiên và lớn nhất (1880 đến 1914), quê hương của người Rusyn nằm hoàn toàn trong Đế quốc Áo-Hung. Ở cả hai vùng của Áo-Hung, tình hình kinh tế đối với người Rusyn là như nhau. Tất cả khoảng 1.000 ngôi làng của họ đều nằm trên địa hình đồi núi hoặc đồi núi, nơi người dân sinh sống ở mức độ sinh sống dựa trên nông nghiệp quy mô nhỏ, chăn thả gia súc (đặc biệt là cừu) và lao động thời vụ trên vùng đồng bằng trù phú của Hungary.
Vì kiếm được tiền là mục tiêu chính của người nhập cư, họ định cư chủ yếu ở các quốc gia đông bắc và trung bắc, đặc biệt là khu vực khai thác than quanh Scranton và Wilkes-Barre ở phía đông bắc Pennsylvania, và ở khu vực Pittsburgh và Erie ở phía tây của trạng thái đó Các thành phố và khu vực đô thị khác thu hút người Rusyn là Philadelphia, Pennsylvania; thành phố New York và đông bắc New Jersey; miền nam Connecticut; tam giác Binghamton-Endicott-Johnson City ở phía nam trung tâm New York; Cleveland và Youngstown, Ohio; Chicago, Illinois; Gary và Whites, Indiana; Detroit và Flint, Michigan; và Minneapolis, Minnesota. Đến năm 1920, gần 80 phần trăm của tất cả những người Rusyn chỉ sống ở ba tiểu bang: Pennsylvania (54%), New York (13%) và New Jersey (12%).
Giống như các nước Đông và Nam Âu khác, người Rusyn bị tách biệt một cách hiệu quả với phần còn lại của xã hội Mỹ vì tình trạng kinh tế thấp và thiếu kiến thức về tiếng Anh. Tuy nhiên, đây là một giai đoạn tương đối ngắn hạn, vì những người con trai và con gái gốc Hoa của những người nhập cư gốc, vào cuối những năm 1930 và 1940, đã bị đồng hóa và bị cuốn vào dòng chính của Mỹ.

## Nhân vật nổi tiếng

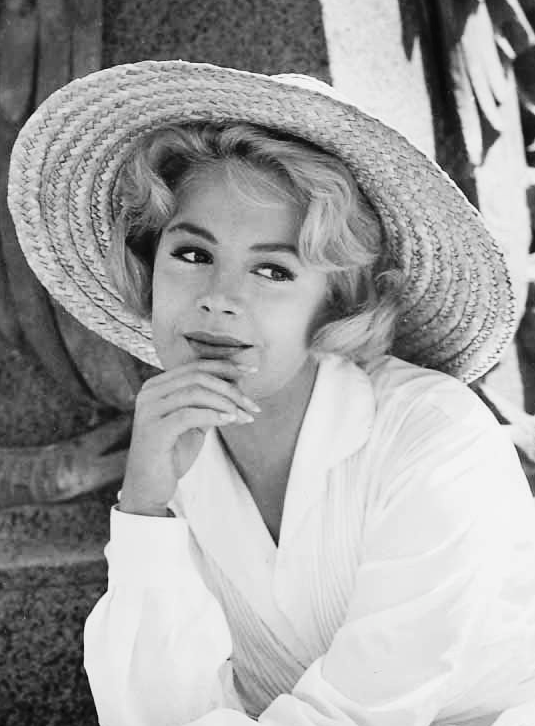
Sandra Dee, nữ minh tinh điện ảnh
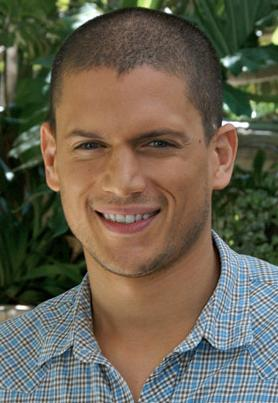
Wentworth Miller, người mẫu